# المعهد الوطني المنجي بن حميدة لأمراض الأعصاب
المعهد الوطني لأمراض الأعصاب أو المعهد الوطني المنجي بن حميدة لعلم الأعصاب بتونس هو مستشفى جامعي يقع بهضبة الرابطة بمدينة تونس. يحوي المعهد الوطني لأمراض الأعصاب عدة أقسام في طب الأعصاب وجراحة الأعصاب وأقسام مخبرية وتصوير طبي وقسم الرجال للأعصاب وقسم النساء للأعصاب إذ أن قدرة استعاب لهذين الأخرين «أي الأقسام الرجال والنساء» حوالي 60 سريرا يأتون إليه من مختلف أنحاء الجمهورية التونسية.